# Apartheid

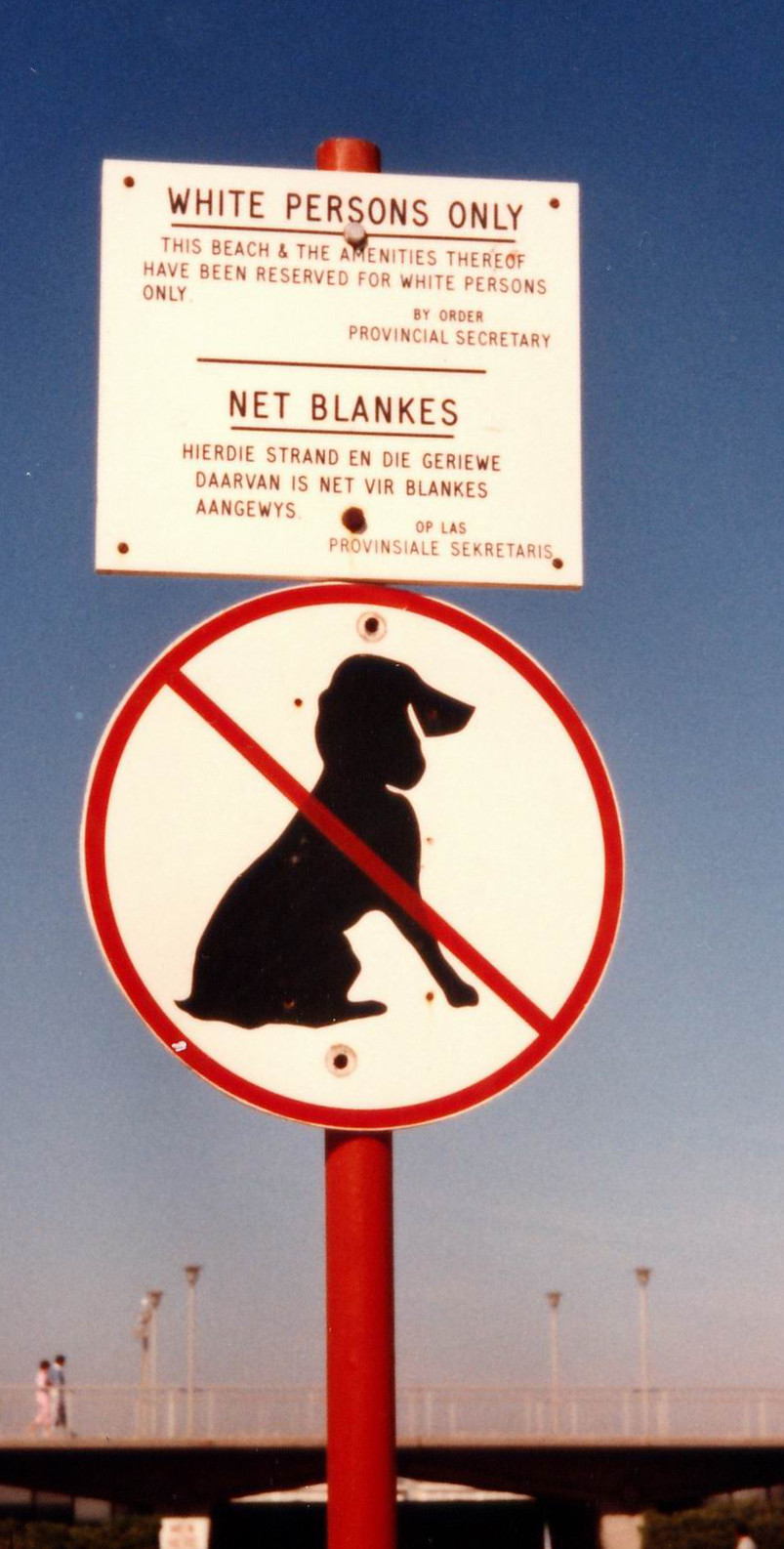
Plaża „tylko dla białych” i „zakaz dla psów” (Muizenberg, 1985)

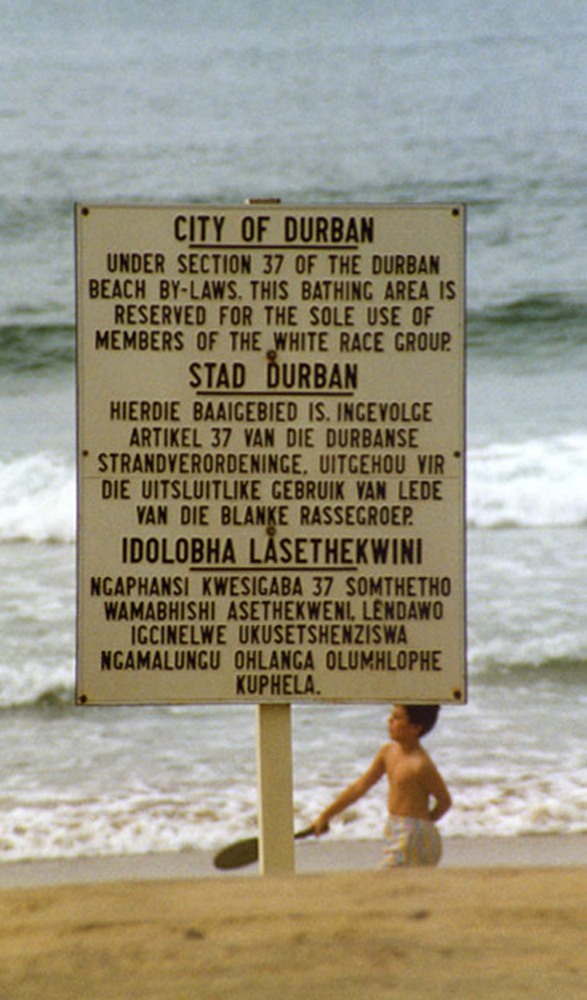
Plaża „tylko dla białych” (Durban, 1989)

Apartheid (z afr. apartheid) – ideologia głosząca konieczność osobnego rozwoju społeczności różnych ras, a także bazujący na tej teorii system polityczny panujący w Południowej Afryce do połowy lat 90 XX wieku, oparty na segregacji rasowej. System segregacji był oparty na przekonaniu o wyższości rasy białej i dyskryminował ludność czarną i kolorową. W 1968 został uznany przez Organizację Narodów Zjednoczonych za zbrodnię przeciwko ludzkości.
Termin „apartheid” powstał w latach 30 XX wieku, a jako polityczny slogan został użyty we wczesnych latach 40 przez Partię Narodową, jednak polityka apartheidu jako taka sięga wstecz, ku początkom białego osadnictwa w Południowej Afryce. Po dojściu do władzy Partii Narodowej w 1948 społeczny zwyczaj apartheidu został usystematyzowany pod postacią prawa. W grudniu tego roku podczas uchwalenia Powszechnej deklaracji praw człowieka delegacja RPA należała do mniejszości wstrzymującej się od głosu.

## Podłoże
U źródeł apartheidu leżą: skrajna odmiana doktryny predestynacji kalwinistycznej ukształtowana w odrębności od nurtu europejskiego (rola i pozycja Afrykanerów), odrzucenie koncepcji społeczeństwa wielorasowego (odrębny rozwój), teza o pierwszeństwie osadniczym Europejczyków przed plemionami Bantu, teza o braku istnienia narodu Bantu a jedynie kilkunastu grup plemiennych. Zwolennicy ideologii apartheidu uznawali, że Bóg stworzył odrębne rasy i każda z nich ma odmienną, stałą, obiektywną charakterystykę. Zmiana ras była uważana za złamanie woli Boga, w szczególności uważano, że mieszanie się białych Afrykanerów z czarnymi doprowadzi do wyginięcia ich rasy. Ideologowie apartheidu uważali, że RPA powinna być krajem jedynie dla białych, czarni i kolorowi mieli mieszkać i pracować w rezerwatach w najbardziej nieprzyjaznych częściach kraju lub mieli pełnić rolę taniej siły roboczej dojeżdżającej do pracy w miastach z rezerwatów.

## Historia apartheidu
W roku 1949 wprowadzona została ustawa zakazująca mieszanych małżeństw. W roku 1950 wprowadzono prawo zakazujące kontaktów seksualnych pomiędzy przedstawicielami różnych ras. Większość postępowań na podstawie tego prawa była wytaczana białym mężczyznom i czarnym lub kolorowym kobietom, przy czym biali mężczyźni otrzymywali często łagodniejsze wyroki niż czarne lub kolorowe kobiety.
Wprowadzenie polityki apartheidu zostało umożliwione przez Ustawę o Spisie Ludności z roku 1950. Apartheid narzucał klasyfikację wszystkich mieszkańców na „białych”, „czarnych” i „kolorowych”. Kryteria klasyfikacji uwzględniały m.in. pochodzenie, wygląd i zwyczaje. Później dodano czwartą kategorię – „Azjatów”, wcześniej klasyfikowanych jako „kolorowi”; jednakże kategoria „Azjatów” odnosiła się prawie wyłącznie do Hindusów. System apartheidu już w 1950 roku nadał Japończykom status „Honorowej Rasy Białej”, co dawało im takie same prawa jak ludziom rasy białej. W niedługim czasie tytuł „Honorowej Rasy Białej” został rozszerzony na prawie wszystkie azjatyckie narody rasy żółtej (większość Chińczyków, Koreańczyków, Tajwańczyków itd.), co całkowicie zrównało ich prawa z rasą białą.
System apartheidu został wzmocniony przez serię praw z lat 50. XX wieku. Ustawa o Zbiorowej Przestrzeni (ang. Group Areas Act) z 1950 przypisała poszczególnym rasom oddzielne strefy mieszkaniowe i komercyjne. Jej skutkiem było przymusowe wysiedlenie 3,5 mln czarnych mieszkańców RPA na prowincje. Inną konsekwencją było masowe wyburzanie domów czarnych w miastach (np. w Johannesburgu), by przygotować grunty dla białych mieszkańców kraju. Ustawy o Ziemi z lat 1954 i 1955 zabroniły przebywania poszczególnym rasom w określonych strefach. Wszystkie osoby nie należące do rasy białej musiały nosić ze sobą specjalne książeczki, podbijane co miesiąc przez pracodawcę, upoważniające do pobytu na danym obszarze miejskim.
W 1955 roku wprowadzano w życie segregację rasową w instytucjach edukacyjnych. Biali mieli otrzymywać tradycyjną edukację. System edukacyjny dla czarnych, kolorowych i Azjatów miał natomiast kształcić ich do zawodu pracowników fizycznych, minister edukacji kraju stwierdził, że nie ma potrzeby uczyć nie-białych dzieci matematyki. Zniesiono obowiązek szkolny wobec nie-białych. Zakazano czarnym kształcenia się na uniwersytetach dla białych i powołano dla nich osobne uczelnie o obniżonych wymaganiach.
Wprowadzono również segregacje we wszystkich instytucjach publicznych – kinach, transporcie publicznym, restauracjach, obiektach sportowych. Stworzono zdefiniowane rasowo kategorie zawodowe. Oddzielono też władze polityczne, jedynie biali mieli prawo głosu w wyborach do białych władz krajowych (później rozszerzono je również na kolorowych). Regiony zamieszkane przez czarnych – Transkei, Ciskei, Bophuthatswana, Venda i KwaZulu zostały wydzielone wyłącznie dla czarnych jako bantustany, w których wprowadzono czarne władze i zamierzano docelowo uczynić z nich pozornie niepodległe państwa. Prowincje były całkowicie uzależnione od władz centralnych. Pojęcie „bantustan” było uważane za obraźliwe przez czarnych mieszkańców RPA. Większość czarnych uzyskała obywatelstwo tych krajów i jednocześnie została pozbawiona obywatelstwa południowoafrykańskiego.
W związku z wprowadzeniem polityki apartheidu wprowadzono ustawę o tłumieniu komunizmu w 1950 roku. Definiowała ona komunizm tak szeroko, że praktycznie każda aktywność polityczna członków rasy czarnej mogła zostać ukarana. W ramach tej ustawy rozpoczęto represje wobec liderów związków zawodowych, którzy sprzeciwiali się rasizmowi i polityce segregacji rasowej (Solly Sachs, Ray Alexander). Członkostwo w związkach zawodowych było zakazane czarnym do lat 80. Każdy związek zawodowy o charakterze politycznym był zakazany. Obowiązywał też zakaz strajków.

## Międzynarodowy sprzeciw

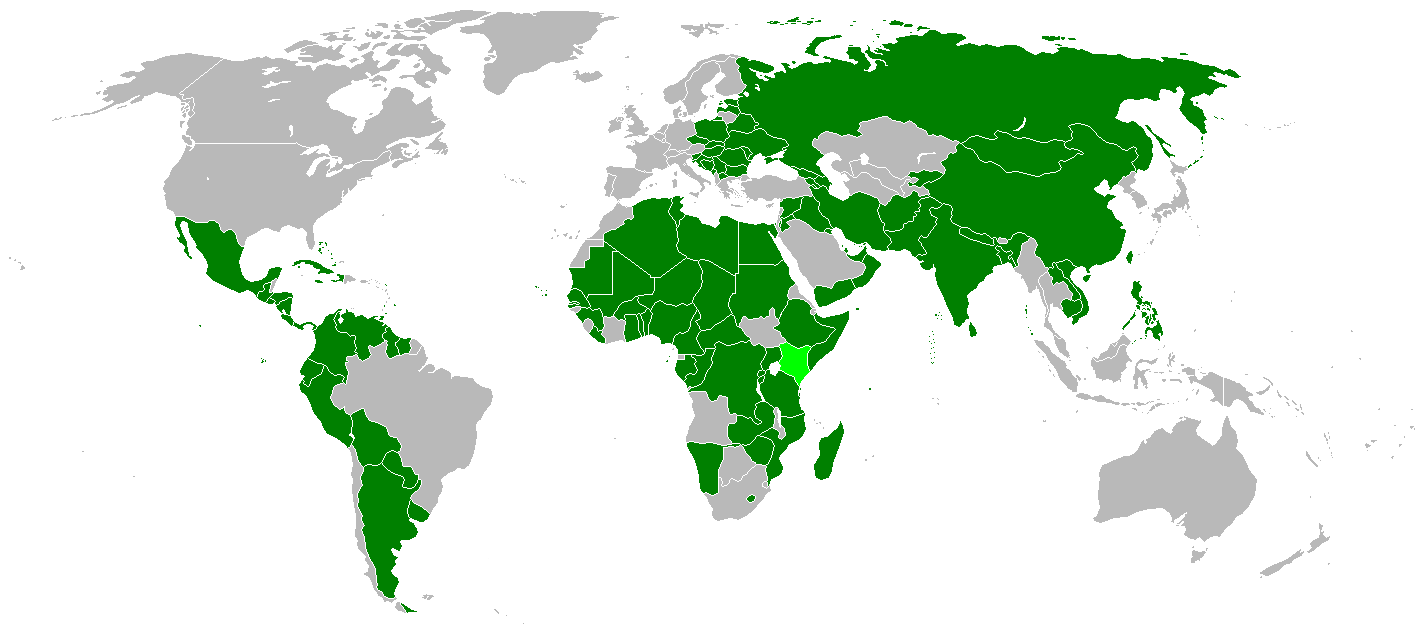
Międzynarodowa Konwencja o Przeciwdziałaniu i Karaniu Zbrodni Apartheidu (1973): ciemnozielony – strony, jasnozielony – podpisana bez ratyfikacji, szary – pozostałe państwa

Apartheid był wielokrotnie potępiany przez społeczność międzynarodową.
W 1944 Deklaracja Filadelfijska proklamowała: wszyscy ludzie, bez względu na rasę, wyznanie czy płeć mają prawo dążyć zarówno do materialnego dobrobytu, jak i do rozwoju duchowego w warunkach wolności i godności, gospodarczego bezpieczeństwa i równych możliwości.
W 1945 Karta Narodów Zjednoczonych do celów ONZ zaliczyła popieranie praw człowieka i zachęcanie do poszanowania tych praw i podstawowych wolności dla wszystkich bez względu na różnice rasy, płci, języka lub wyznania.
W 1946 Światowa Organizacja Zdrowia ogłosiła w preambule swej Konstytucji: Korzystanie z najwyższego, osiągalnego poziomu zdrowia jest jednym z podstawowych praw każdej istoty ludzkiej bez różnicy rasy, religii, przekonań politycznych, warunków ekonomicznych lub społecznych.
W 1958 Międzynarodowa Organizacja Pracy zainicjowała Konwencję nr 111 zabraniającą m.in. dyskryminacji rasowej w zatrudnieniu.
W 1960 pod auspicjami UNESCO powstała Konwencja w sprawie zwalczania dyskryminacji w dziedzinie oświaty zabraniająca wszelkiego wyróżniania, wykluczania, ograniczania lub uprzywilejowania m.in. ze względu na rasę lub kolor skóry (art. 1).
W 1961 Republika Południowej Afryki została zmuszona do wystąpienia ze Wspólnoty Narodów przez państwa członkowskie krytyczne wobec systemu apartheidu.
W 1966 potępiła apartheid Międzynarodowa konwencja w sprawie likwidacji wszelkich form dyskryminacji rasowej. Przyjęty w tym samym roku Międzynarodowy Pakt Praw Obywatelskich i Politycznych w art. 2.1 głosi Każde z Państw-Stron niniejszego Paktu zobowiązuje się przestrzegać i zapewnić wszystkim osobom, które znajdują się na jego terytorium i podlegają jego jurysdykcji, prawa uznane w niniejszym Pakcie, bez względu na jakiekolwiek różnice, takie jak: rasa, kolor skóry, płeć, język, religia, poglądy polityczne lub inne, pochodzenie narodowe lub społeczne, sytuacja majątkowa, urodzenie lub jakiekolwiek inne okoliczności. Podobnie Międzynarodowy Pakt Praw Gospodarczych, Społecznych i Kulturalnych w art. 2.2: Państwa Strony niniejszego Paktu zobowiązują się zagwarantować wykonywanie praw wymienionych w niniejszym Pakcie bez żadnej dyskryminacji ze względu na rasę, kolor skóry, płeć, język, religię, poglądy polityczne lub inne, pochodzenie narodowe lub społeczne, sytuację majątkową, urodzenie lub jakiekolwiek inne okoliczności.
W 1968 Konwencja o niestosowaniu przedawnienia wobec zbrodni wojennych i zbrodni przeciw ludzkości zaliczyła apartheid do zbrodni przeciw ludzkości. W tym samym roku potępiła go Proklamacja teherańska.
W 1973 Zgromadzenie Ogólne ONZ uchwaliło Międzynarodową Konwencję o Przeciwdziałaniu i Karaniu Zbrodni Apartheidu. Doraźną intencją Konwencji było dostarczenie podstaw prawnych do nałożenia sankcji celem wywarcia presji na rząd Republiki Południowej Afryki. Konwencja weszła w życie w 1976.
W 1979 Konwencja w sprawie likwidacji wszelkich form dyskryminacji kobiet głosi we wstępie eliminacja apartheidu, wszelkich form rasizmu, dyskryminacji rasowej, kolonializmu, neokolonializmu, agresji, obcej okupacji i dominacji oraz ingerencji w wewnętrzne sprawy państw ma podstawowe znaczenie dla pełnego korzystania przez mężczyzn i kobiety z ich praw.
W 1981 Afrykańska Karta Praw Człowieka i Ludów zabroniła dyskryminacji ze względu na rasę, przynależność do grupy etnicznej, kolor skóry, płeć, język, przekonania religijne, polityczne lub jakiekolwiek inne, pochodzenie narodowe lub społeczne, urodzenie albo inny status (art. 2).
W 1986 w związku z szeroką kampanią międzynarodowego protestu przeciw apartheidowi (m.in. koncerty rockowe i pikiety pod placówkami dyplomatycznymi) i pod naciskiem opinii publicznej rządy Stanów Zjednoczonych i Wielkiej Brytanii nałożyły na Republikę Południowej Afryki sankcje ekonomiczne w proteście przeciwko prowadzonej przez jej rząd polityce rasowej (mimo iż obydwa kraje czerpały ogromne korzyści z bogactw naturalnych i strategicznego położenia RPA, traktując ten kraj jako swojego sojusznika w zimnej wojnie). W 1987, na skutek olbrzymiej presji Stanów Zjednoczonych, współpracę (głównie militarną) z RPA zerwał Izrael.
Także w 1985 Zgromadzenie Ogólne Narodów Zjednoczonych przyjęło Międzynarodową Konwencję przeciwko apartheidowi w sporcie, która weszła w życie w roku 1988, wszystkie strony, które podpisały konwencję zobowiązały się nie utrzymywać kontaktów sportowych z państwami apartheidu. Dopiero w 1992 Międzynarodowy Komitet Olimpijski dopuścił Republikę Południowej Afryki do udziału w igrzyskach olimpijskich.

## Kres polityki apartheidu
W latach 50. XX wieku Afrykańskim Kongresem Narodowym zaczął kierować Nelson Mandela. Za działalność terrorystyczną i próby obalenia rządu został skazany w roku 1962 na dożywotnie więzienie. Stał się on symbolem walki z apartheidem.
We wczesnych latach 90. XX wieku, w wyniku narastającej presji przeciwko polityce apartheidu (zarówno wewnętrznej, jak i zewnętrznej), rząd Republiki Południowej Afryki na czele z prezydentem Frederikiem Willemem de Klerkiem rozpoczął demontaż systemu apartheidu. W 1990 rząd pod kierunkiem Partii Narodowej rozpoczął reformy zaczynając od uwolnienia w 1990 roku Nelsona Mandeli i zalegalizowania uprzednio zakazanych partii politycznych: Afrykańskiego Kongresu Narodowego (ANC), Kongresu Panafrykańskiego (PAC) i Południowoafrykańskiej Partii Komunistycznej (SACP) oraz uwolnienia więzionych czarnych działaczy.
W 1994 krajowa konstytucja została napisana na nowo. Odbyły się też pierwsze powszechne wybory w historii kraju. Pierwszym czarnoskórym prezydentem Republiki Południowej Afryki został Nelson Mandela. Rok wcześniej, w 1993 roku, Nelson Mandela i Frederik Willem de Klerk zostali laureatami pokojowej Nagrody Nobla.
Po zakończeniu apartheidu Partia Narodowa i Frederik Willem de Klerk przez krótki okres rządzili u boku Afrykańskiego Kongresu Narodowego. Biali posiadają wciąż znaczącą reprezentację polityczną w prowincjach Przylądkowej Zachodniej i Gauteng. Nie są też wykluczeni z władzy na poziomie kraju: Ronnie Kasrils był ministrem służb bezpieczeństwa, Afrykaner Alec Erwin ministrem skarbu, a były lider Partii Narodowej, Marthinus van Schalkwyk jest ministrem ds. rozwoju i turystyki.